# Општина Лекино брдо
Општина Лекино брдо је послератна општина у Београду, постојала у периоду 1952—1955. Простирала се мање-више на Пашином (у том периоду Лекином) брду, по коме је и добила име.
Када је непосредно после Другог светског рата 1945. године Београд подељен на рејоне, ово подручје спадало је у 6. рејон. После распуштања рејона 1952. године, основана је самостална општина Лекино брдо, a 1. септембра 1955. године припојена је општини Вождовац.